# Апрелев, Сергей Вячеславович
Сергей Вячеславович Апрелев (14 августа 1951, Севастополь —  	8 января 2021, Санкт-Петербург) — моряк, общественный деятель, историк, журналист и кинематографист.

## Биография
Родился 14 августа 1951 года в Севастополе в семье флотского офицера. Учился в 183 школе города Ленинграда. Окончил Санкт-Петербургский военно-морской институт (1973). Служил на Северном и Балтийском флотах, пройдя путь от штурмана до командира подводной лодки. Участник многих автономных походов. Выполнял задачи в Алжире (1981—1985), возглавляя инструкторскую группу подводников. Окончил Военно-морскую академию имени Н. Г. Кузнецова (1988) с отличием. Проходил службу на различных академических должностях (1988—2004). Уволен в запас в августе 2004 года.
Занимался организацией встреч ветеранов Арктических конвоев 1942—1945 годов. Участник международных конференций по вопросам международного морского права и военной истории (Архангельск, Монте-Карло, Аяччо, Кордова, Тунис). Автор многих публикаций в отечественной и зарубежной прессе. Член международной ассоциации морского права (Париж) и ассоциации флотской прессы (Санкт-Петербург). Член президиума региональной общественной организации «Полярный конвой». Яхтсмен, участник регат «Катти Сарк» (1996, 1997, 1997).
Автор и режиссёр документальных фильмов «К вечнозеленому острову» (1998), «Арктические союзные конвои» (2000), «Хиросима Голливуда» (2003) и др. Консультант фильма «К-19». Председатель и организатор ежегодного кинофестиваля морских и приключенческих фильмов «Море зовёт!».
Женат. Две дочери и два сына.
Французские коллеги-офицеры называли его Captain Avril (капитан Апрель), и именно его французскому другу, морскому кинооператору Жану-Франсуа Барто, написавшему некролог на своей странице в ФБ, принадлежит самая ёмкая и точная его характеристика: «Человек замечательного ума, скромности, щедрости и доброты».
С. В. Апрелев скончался 8 января 2021 года в Мариинской больнице. Торжественное прощание с С. В. Апрелевым прошло 12 января 2021 года в Никольском морском соборе Санкт-Петербурга.